# BAND CRUSH＃1(ROCK'N ROLL PIECES XXX)
『BAND CRUSH#1(ROCK'N ROLL PIECES XXX)』（バンド・クラッシュナンバー1・ロックン・ロール・ピーシズ）は、LADIES ROOMのベスト・アルバム。1996年6月1日に発売された。

## 解説
LADIES ROOMは1996年3月14日に渋谷公会堂で行われたコンサートをもってバンドを解散させたが、6月に本作がメジャーデビュー以降の活動の集大成として発売された。
前述の解散コンサートからの音源「I WANT TO BE THERE(Live Take from 1996314 THE LIVE FINAL」や、これまでシングルのみに収録されていた楽曲が収録されている。
ジャケットにはJUNによるメンバー4人のイラストが描かれており、歌詞ブックレットにはGEORGEによるバンドの歴史、大島暁美によるライナー・ノーツが綴られている。

## 解散までの経緯
1995年8月2日にJUN復帰後初のアルバム「SUPER GIRL」を発売し、17日には4人での久々のコンサートを日本武道館で開催したLADIES ROOMであったが、次回作の制作を行うに当たり、メンバー間の音楽性の相違や、追究する音楽とメンバーが描く本来のLADIES ROOMの理想像との乖離が表面化した等の理由で、解散が決定した。
バンドとしての活動は1996年3月14日の渋谷公会堂でのコンサートを最後に終了した。

## 収録曲
1. 'CLOCK STRIKES TEN
2. HOT LADY
3. HAREM CAT
4. SEX,SEX & ROCK'N ROLL
5. JUST LIKE A CANDY
6. SEX DRIVE
アルバム初収録となるシングル・バージョンでの収録。
7. GIRL FRIEND
8. Dance!! in the back
9. Get Lost
10. BIG BOOBS AND BUNS
アルバム初収録。シングル「READY TO KISS～Baby in my eyes～」のカップリング曲。
11. READY TO KISS～Baby in my eyes～
アルバム初収録となるシングル・バージョンでの収録。
12. TIME AFTER TIME
アルバム初収録。1993年10月発売のシングル曲。
ピアノを取り入れたミディアム・テンポの楽曲。ミュージックビデオも制作されたが未商品化のままである。
13. I WANT TO BE THERE(Live Take from 1996314 THE LIVE FINAL)
1996年3月14日に渋谷公会堂で行われた解散コンサートの音源。
14. マリッジ
15. 自由に歩いて愛して
16. 美女とロックン・ローラー
17. SWAPPING PARTY(お嬢様編)